# Пагачевский, Станислав
Станислав Пагачевский (пол. Stanisław Pagaczewski; 9 июля 1916, Краков — 7 июня 1984, там же) — польский детский писатель, поэт.

## Биография
Родился в семье Юлиана Пагачевского, историка искусства и профессора университета в Кракове.
Изучал польскую филологию в Ягеллонском университете. Во время немецкой оккупации занимался в тайном университете, сдал экзамены в 1941. Скрывался от гестапо в горах.
После второй мировой войны занялся литературным творчеством, работал журналистом, деятелем краеведческих и туристических организаций. В 1959 стал членом Союза польских литераторов (позже — Объединения писателей Польши).
Был страстным путешественником, совершил много поездок в разные части света, побывал в Западной и Северной Африке, на Ближнем Востоке, странах Средиземноморья, почти во всех государствах Европы.

## Творчество
Дебютировал в 1933 году со стихами «Восход солнца», опубликованными в краковской газете «Czas».
Написал ряд книг для взрослого читателя, в том числе, туристических путеводителей, но известен, в первую очередь, как автор книг для детей и юношества.
Его трилогия о приключениях профессора Бальтазара Гомпки («Похищение Бальтазара Гомпки», «Экспедиция профессора Гомбки» и «Гомпка и летающие тарелки») стала классикой детской литературы. На её основе в 1969—1980 гг. в Польше было снято два мультипликационных сериала по 13 серий каждый: «Похищение Бальтазара Гомпки» и «Экспедиция профессора Гомбки».
В 1978 году по решению детского жюри был награждён международным Орденом Улыбки.
Умер в Кракове.

## Избранная библиография
- Przez Mogilany i Obidową do Zakopanego (1949)
- Zielona wędrówka (1957)
- Raj na kółkach (1959)
- Diabelski kamień, opowiadania (1961)
- Więźniowie skalnego grodu (1962)
- Porwanie Baltazara Gąbki (1965)
- Kraków and its region (1967, wyd. 2)
- Gospoda pod Upiorkiem (1966)
- Anna z mórz południowych (1969)
- Szkoła bez dzwonka (1974)
- Misja profesora Gąbki (1975)
- Oddalenia (1976)
- Gąbka i latające talerze (1979)
- Z tobołkiem za Kraków (1979)
- Znów idę na południe (1979)
- Bzdurki dla córki (1980, wyd. 2)
- Przygoda na Rodos (1982) и др.